# Ignacio Haan
Pour les articles homonymes, voir Haan.
Ignacio Haan, ou Ignacio de Haan, né en 1750 ou en 1758 à Alicante et mort le 5 novembre 1810 à Madrid, est un architecte espagnol.

## Biographie
Ignacio Haan naît en 1750 ou en 1758 à Alicante.
En 1768, il entre à l'Académie royale des Beaux-Arts Saint-Ferdinand à Madrid, où il est l'élève de Francesco Sabatini. En 1780, il se rend à Rome grâce à une bourse de cette institution. En 1786, il est de retour à Madrid.
Grâce au mécénat du cardinal Lorenzana et de l'infant Louis Marie de Bourbon, il peut réaliser une œuvre digne d'éloges.
Ignacio Haan meurt le 5 novembre 1810 à Madrid.